# 拉卡石树湾遗址
拉卡石树湾遗址，位于中国青海省湟中县李家山乡吉家村，为第四批青海省文物保护单位，公布日期为1986年5月27日，类型为古遗址。
拉卡石树湾遗址的历史年代为卡约文化。